# José Palacios Herrera
José Palacios Herrera (Coria del Río, España, 16 de julio de 1923-17 de marzo de 2007) fue un futbolista español que se desempeñaba como delantero interior.

## Clubes
| Club       | País   | Año         |
| ---------- | ------ | ----------- |
| Sevilla FC | España | 1942 - 1953 |